# Yugawara
Yugawara (湯河原町 Yugawara-machi?) es un pueblo en la prefectura de Kanagawa, Japón, localizado en el centro-este de la isla de Honshū, en la región de Kantō. Tenía una población estimada de 23 480 habitantes el 1 de septiembre de 2020 y una densidad de población de 573 personas por km².

## Geografía
Yugawara está localizado en el extremo suroeste de la prefectura de Kanagawa, frente a la bahía de Sagami en el océano Pacífico, unos 60 km al suroeste de Yokohama y 90 km de Tokio. Limita con la ciudad de Odawara y los pueblos de Manazuru y Hakone en Kanagawa, así como la ciudad de Atami y el pueblo de Kannami en Shizuoka.

### Municipios circundantes
- Prefectura de Kanagawa
  - Odawara
  - Manazuru
  - Hakone
- Prefectura de Shizuoka
  - Atami
  - Kannami

## Historia
Durante el período Kamakura, el área alrededor de Yugawara era llamada «condado de Doi» en la provincia de Sagami. El área estaba bajo el control del clan Hōjō en el período Sengoku, y era parte del dominio Odawara durante el período Edo. Después de la restauración Meiji, se dividió en seis villas e inicialmente formó parte de la efímera prefectura de Ashigara, antes de formar parte del distrito de Ashigarashimo de la prefectura de Kanagawa. En abril de 1889, cuatro de las seis villas se fusionaron para formar la villa de Doi. Las dos restantes se fusionaron para formar la villa de Yoshihama. El 1 de julio de 1926 la villa de Doi fue elevada al estatus de pueblo, tomando el nuevo nombre de Yugawara. Yoshihama alcanzó la categoría de pueblo el 1 de abril de 1940 y se fusionó con Yugawara el 1 de abril de 1955. Los residentes rechazaron una fusión planificada de Yugawara con Odawara en 2005 en un referéndum del 8 de agosto de 2004.

## Demografía
Según los datos del censo japonés, la población de Yugawara creció constantemente en la desde la década de 1940, pero ha disminuido en los últimos 20 años.
| Gráfica de evolución demográfica de Yugawara entre 1940 y 2015 |
|                                                                |
| Oficina de Estadística de Japón                                |